# Josaphat Marinho
Josaphat Ramos Marinho ComMM (Areia (atual Ubaíra), 28 de outubro de 1915 — Salvador, 30 de março de 2002) foi um jurista, professor e político brasileiro.

## Biografia
Filho de Sinfrônio de Sales Marinho e de Adelaide Ramos Marinho, ingressou, em 1934, na Faculdade de Direito da Bahia, onde se formou.
Ocupou interinamente, em 1942, o cargo de consultor jurídico do Departamento de Serviço Público da Bahia, passando, em seguida, a dedicar-se ao magistério.
Findo o Estado Novo, foi eleito, em janeiro de 1947, deputado à Assembleia Constituinte da Bahia na legenda da União Democrática Nacional (UDN). Deixou a Assembleia em 1951, a ela retornando eleito em outubro de 1954, pela legenda do Partido Libertador (PL).
Após a posse de Juracy Magalhães no governo da Bahia, em 1959, Josaphat Marinho foi nomeado, em abril, secretário do Interior e Justiça do Estado. Ocupou o cargo até 1960, porque foi designado secretário da Fazenda. Exerceu essa função até março de 1961, quando foi nomeado pelo Presidente Jânio Quadros para a presidência do Conselho Nacional do Petróleo (CNP). Com a renúncia do presidente, em 25 de agosto de 1961, pediu demissão do cargo, que não foi aceita imediatamente. Permaneceu na presidência do CNP até dezembro daquele ano. Retornou, então, à Bahia, assumindo novamente a Secretaria da Fazenda até dezembro de 1962.
No pleito de outubro de 1962, elegeu-se para o Senado Federal pela Bahia. Concluído seu mandato em 1971, Josaphat afastou-se da vida pública, voltando a se dedicar à advocacia e ao magistério superior como professor de Direito Constitucional da Universidade de Brasília (UnB).
Em dezembro de 1979, no contexto da reformulação partidária posterior à extinção do bipartidarismo, assinalou, em entrevista ao Jornal do Brasil que, após oito anos de afastamento, voltava à vida pública para "dar uma contribuição ao processo de formação dos novos partidos".Exerceu então seu segundo mandato de senador da República, durante o qual foi relator-geral do novo Código Civil brasileiro, aprovado no Senado depois de 22 anos de tramitação no Congresso Nacional.
Em 1992, como senador, Josaphat foi admitido pelo presidente Fernando Collor à Ordem do Mérito Militar no grau de Comendador especial.
Josaphat Marinho foi membro do Instituto dos Advogados da Bahia, do Instituto Baiano de Direito do Trabalho e da Academia Baiana de Letras.
Em 2002, já afastado da vida política, dedicava-se ao trabalho acadêmico como diretor de Faculdade de Direito das Faculdades Integradas UPIS, em Brasília, quando, durante uma viagem à terra natal, sofreu mal súbito que o levou à morte.
Iraci Ramos Marinho foi sua única esposa, com quem teve dois filhos.
A família de Josaphat Marinho é bastante tradicional na Bahia. Morreu em 30 de março de 2002, aos 86 anos.

## Publicações
- Marinho, Josaphat; Ribeiro, Pacífico (1983). Invasão dos Pataxós no sul da Bahia. Salvador: Artes Gráficas e Indústria Ltda. 152 páginas